# Audi S6

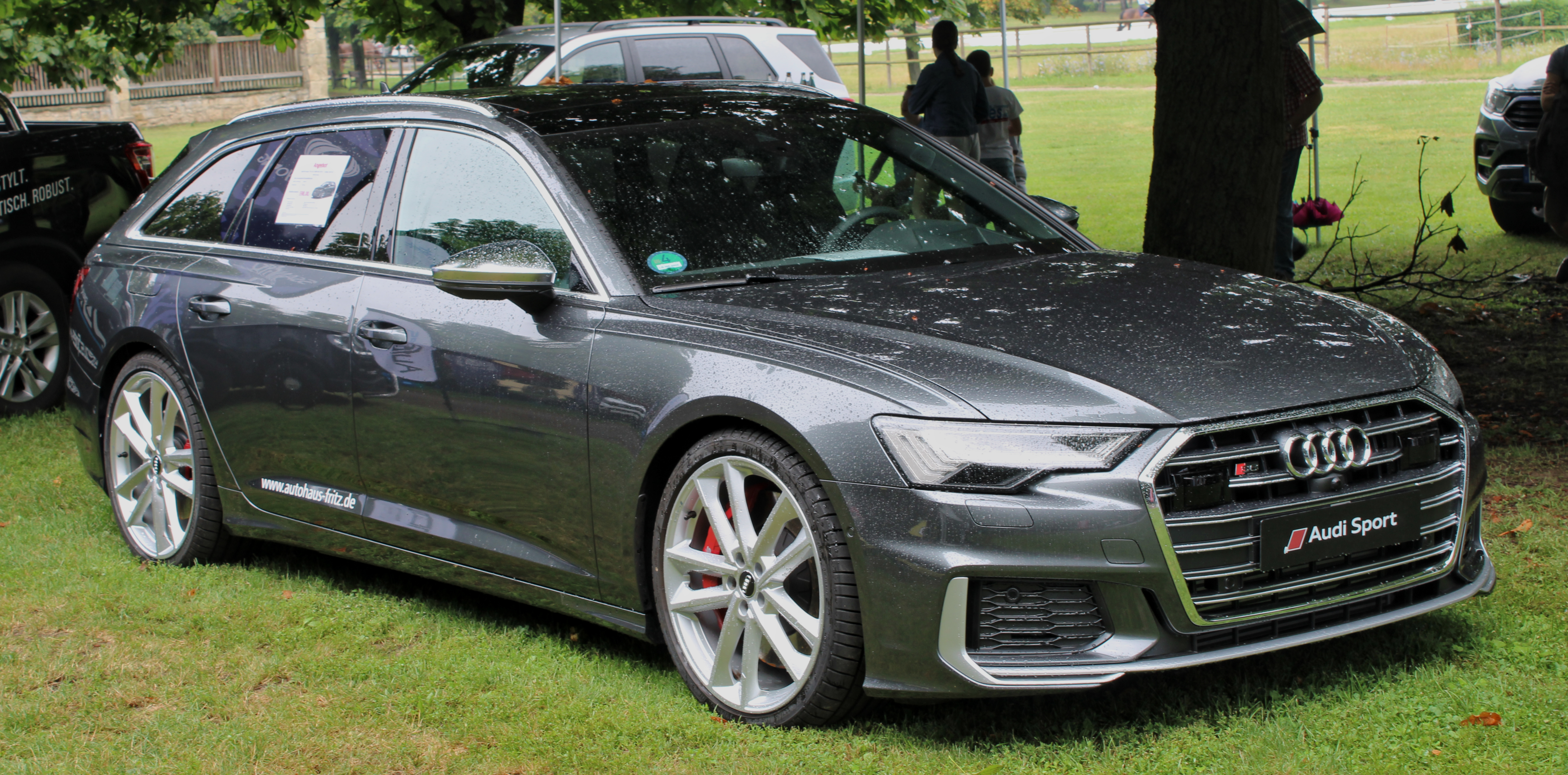
Audi C8 S6

Audi S6 je vysoce výkonná verze modelu A6, která byla na trh uvedena v roce 1994.

## První generace 1994 - 1996

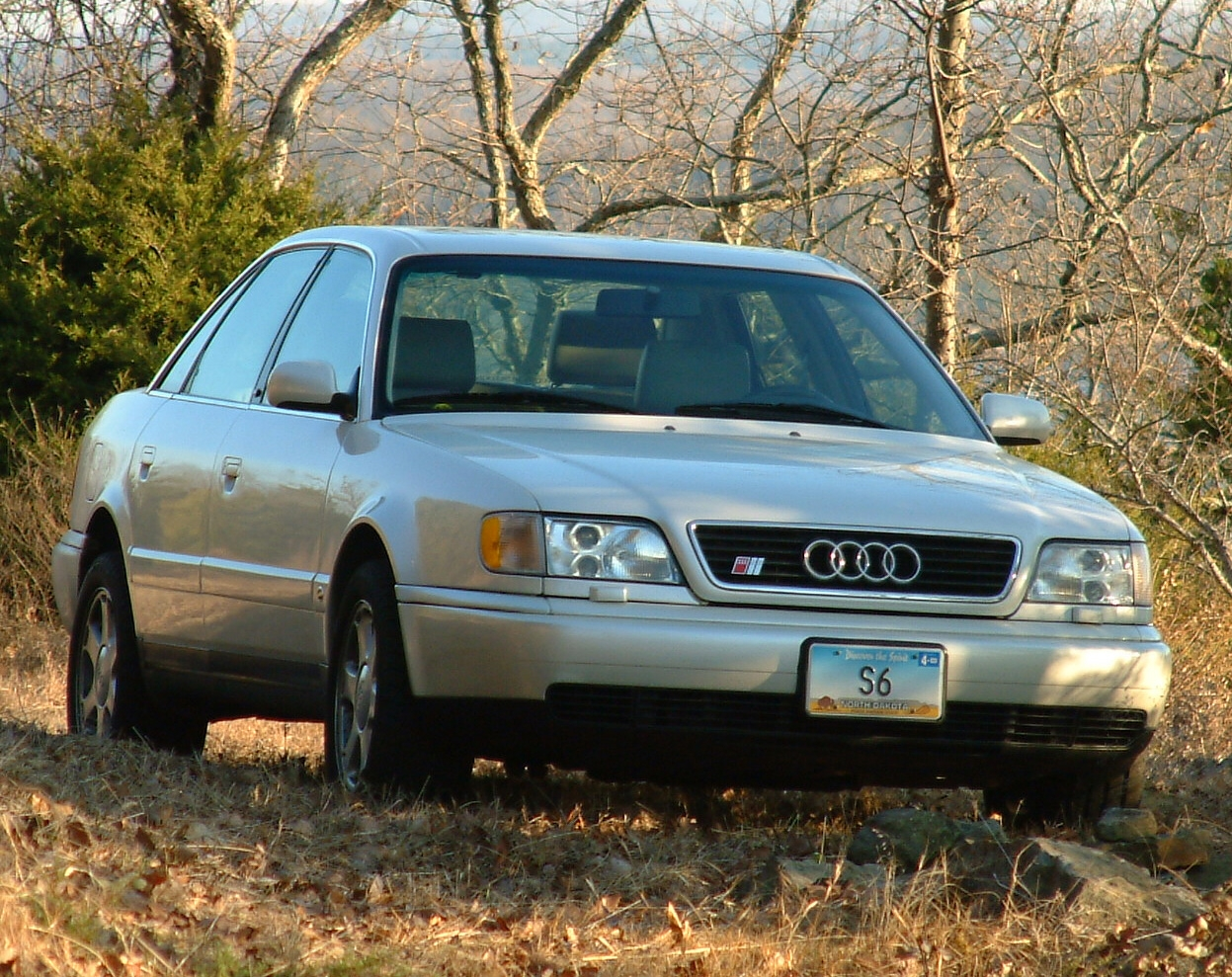
Audi C4 S6 (Ur-S6)

Audi představilo model A6 v roce 1994 jako verzi Sedan a Avant v Evropě a jako verzi Sedan v Severní Americe, Asii a Austrálii. Později byla limitovaná série v Evropě značená S6 Plus. Měla výkon až 322 koní a nové brzdy a převodovku. Zrychlení z 0 na 100 km za hodinu zvládlo za méně než 6 sekund a ve zrychlení bylo srovnatelné s modelem Porsche 944 Turbo.
Motory
- 2.2 L  (227 k)
- 4.2 L V8 (286 k)
- 4.2 L V8 (322 k)

## Druhá generace 1998 - 2003

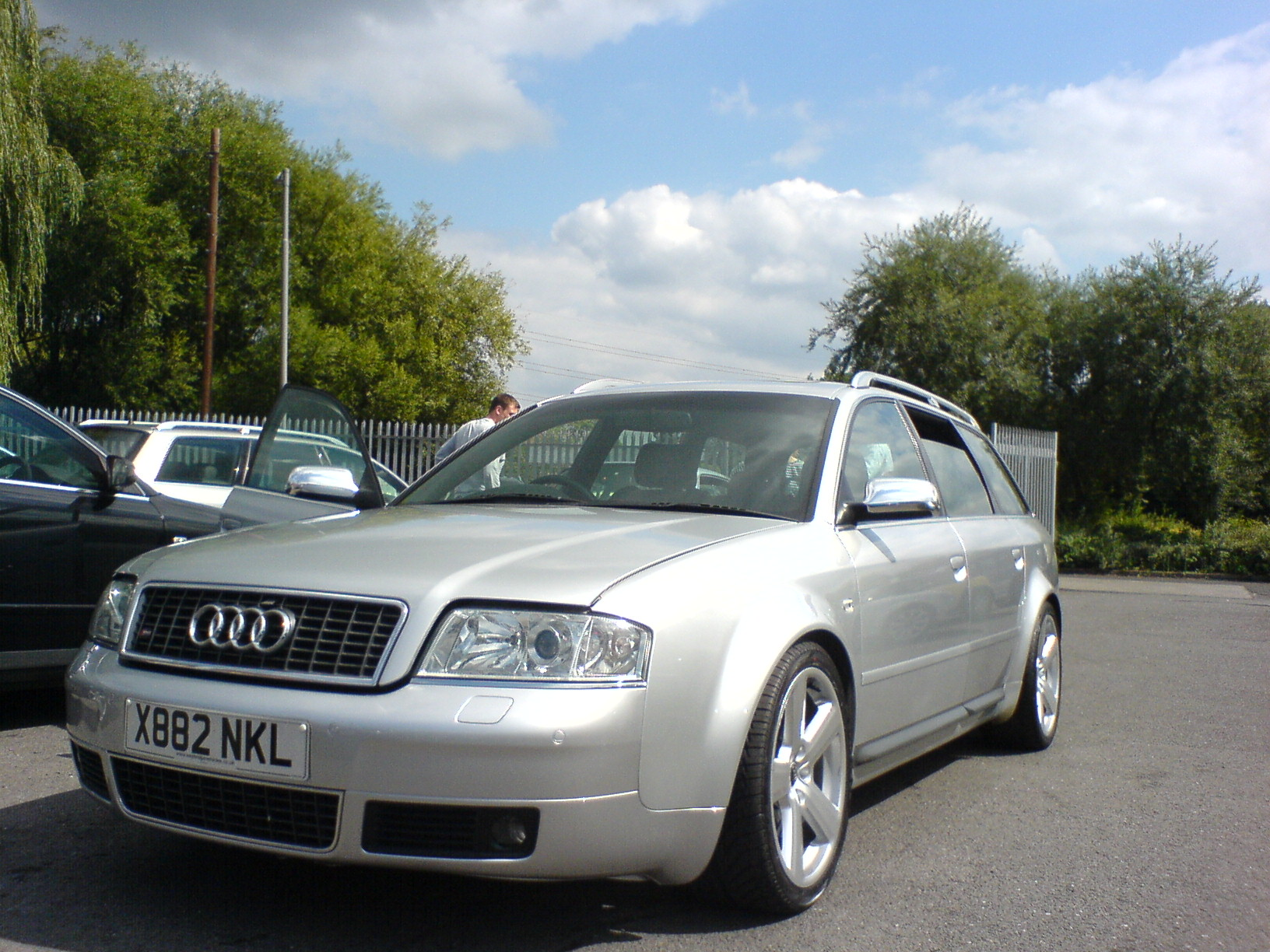
Audi C5 S6 Avant

V roce 1997 Audi představilo celou novou řadu A6. Audi S6 bylo představeno o rok později. Ještě výkonnější verze byla RS.
Motory
- 4,2 L 40-ventilové V8 (335 k)

## Třetí generace 2006 -
Třetí generace RS6 byla představena v roce 2006 a má motor z modelu Lamborghini Gallardo a 6stupňovou převodovku Tiptronic.
Motory
- 5,2 L V10 (414 k)